# Memories Tha Mixtape
Memories: Tha Mixtape è un mixtape curato da Dj Kamo. Il dj genovese ricostruisce in questo disco tutti i passaggi della vita artistica di Tormento, dall'esordio con i Sottotono, alle esperienze soliste, alla creazione dell'alter ego Yoshi.

## Tracce
1. Torme Drop
2. Sottotono - Ciaomiaobau (Remix)
3. Sottotono - 'Ttochemiade (Remix)
4. Bassi Maestro Drop
5. Bassi Maestro ft. Tormento - Ad Occhi Aperti
6. Esa aka El Prez - Ianglediz
7. Sottotono - Di Tormento ce n'è Uno
8. Sottotono ft. Lyricalz, Leftside, Dj Double S - Quei Bravi Ragazzi
9. Rula Drop
10. A.T.P.C. ft. Yoshi - Certe Situazioni
11. Area Cronica Mix - Sette Giorni su Sette/SanoBiz Cronico/La Vita Che Vivo
12. Tribute (skit)
13. Mary J. Blige ft. Tormento - Love Is all We Need
14. Liricalz ft. Tormento - Credi che sia Facile (Remix)
15. Primo Drop
16. Cor Veleno ft. Tormento - Si
17. Tormento aka Yoshi - Friend Of Mine (ESCLUSIVO)
18. Cor Veleo ft. Tormento - Non Mentirmi Mai
19. Ibbanez Drop
20. Primo&Yoshi - I Problemi Non Finiscono Mai
21. Kaso & Maxi B ft. Tormento - Giù
22. Kaso&Maxi B Drop
23. Mistaman ft. Tormento - Vite a Metà
24. Mistaman Drop
25. Tormento aka Yoshi - Kiss (ESCLUSIVO)
26. Mike Samaniego Drop
27. Amir ft. Santo Trafficante, Yoshi, Ibbanez, Primo - Prima il Click
28. Amir Drop
29. Tormento aka Yoshi - Lo Sai
30. Joice Drop
31. Tormento aka Yoshi - Poppa Was a Rolling Stone (ESCLUSIVO)
32. Tormento aka Yoshi - Stupido Bisticcio (ESCLUSIVO)
33. DJ Kamo Drop